# Pasha Records
Pasha Records fue una compañía discográfica fundada por el productor estadounidense Spencer Proffer. 
Distribuyendo a través de Columbia Records, Pasha fue la discográfica de bandas de rock pesado como Quiet Riot y Kick Axe. 
Su producción más reconocida fue Metal Health de Quiet Riot en 1983, álbum que logró la certificación de 6x platino.